# Lucien Vlaemynck
Lucien Vlaemynck (Izenberge, Alveringem, 19 d'agost de 1914 - Ledegem, 14 de juny de 1994) va ser un ciclista belga que va ser professional entre 1934 i 1949. En el seu palmarès destaca la Volta a Luxemburg de 1938 i la tercera posició final al Tour de França de 1939.

## Palmarès
- 1936
  - Vencedor d'una etapa del Tour del Nord
- 1937
  - 1r del Circuit de Midi i vencedor de 2 etapes
  - Vencedor d'una etapa del Circuit de Morbihan
- 1938
  - 1r de la Volta a Luxemburg
- 1939
  - 1r del Gran Premi de l'Exposició de Lieja
  - Vencedor d'una etapa de la Volta a Luxemburg
- 1943
  - 1r del Gran Premi de l'Auto
- 1945
  - 1r del Circuit de París
  - 1r de la Woluwe-Saint Lambert
  - Vencedor d'una etapa del Circuit de Midi

### Resultats al Tour de França
- 1939. 3r de la classificació general

### Resultats al Giro d'Itàlia
- 1947. Abandona (17a etapa)